# Mazariegos (Burgos)
Mazariegos es un despoblado español del municipio de Mecerreyes, perteneciente a la provincia de Burgos, en la comunidad autónoma de Castilla y León.

## Historia
El lugar tuvo ayuntamiento propio. El municipio de Mazariegos desapareció de cara al censo de 1857, al incorporarse al de Mecerreyes. Hacia mediados del siglo XIX, el lugar tenía contabilizada una población de 63 habitantes. Aparece descrito en el undécimo volumen del Diccionario geográfico-estadístico-histórico de España y sus posesiones de Ultramar de Pascual Madoz con las siguientes palabras:

MAZARIEGOS: l. en la prov., dióc., aud. terr. y c.g. de Burgos (6 leg.), part. jud. de Lerma (5) y ayunt. de Mecerreyes (1): sit. en llano y al pie de uno de los riscos de las mamblas de Covarrubias titulado el Castillejo; le combaten los vientos N. y E., siendo su clima frio y las enfermedades dominantes las fiebres intermitentes. Tiene 14 casas mal construidas; 1 igl. parr. (Sta. Eulalia) aneja de la de Cubillejo y servida por un cura párroco y un sacristan; y por último, buenas aguas para el surtido del vecindario dentro de la pobl. y en su térm. Este confina N. Cubillejo; E. Mambrillas; S. Covarrubias, y O. Cuevas de San Clemente. El terreno es arenoso y de secano: hay bastantes prados naturales y ejidos de pasto, con un pequeño monte poblado de encinas, robles, enebros y otras matas bajas, el cual ademas produce pastos, y abunda de canteras de piedra franca y caliza. caminos: uno carretero en mediano estado que cruza por medio del pueblo. La correspondencia se recibe de Covarrubias ó de Burgos por encargo particular. prod.: comuña, centeno, avena y legumbres; ganado lanar, cabrío y vacuno, y caza de liebres, perdices, conejos, venados y jabalíes. ind.: la agrícola. pobl.: 14 vec., 63 alm. cap. prod.: 160,010 rs. imp.: 16,296. contr.: 1,139 rs. 26 mrs. Este pueblo pertenece al mayorazgo de los Carrillos, por cuya razon los vec. no son otra cosa que meros colonos.
(Madoz, 1848, p. 320)

## Patrimonio
Quedan en el lugar las ruinas de la iglesia de Santa Eulalia, que fue la parroquial.